# کورمان، پریوارا
کورمان (به صربی: Korman) یک روستا در صربستان است که در Pivara Municipality واقع شده‌است. کورمان ۶۹۲ نفر جمعیت دارد.